# Комгук
Комгук (кор. 곰국), або комтхан (кор. 곰탕) — традиційна страва корейської кухні, різновид супу, який готують з яловичини, корейки, хвоста, грудинки, головизни чи кісток. Він повільно вариться на слабкому вогні, має молочний колір та насичений смак.

## Спосіб приготування
Комгук — це смачна страва, особливо популярна своєю поживністю і насиченим смаком, одна з найулюбленіших супів у Кореї. Зазвичай він подається гарячим, але популярний цілий рік. Влітку він допомагає подолати втому від спеки, а взимку підтримує тепло. Вважають, що суп особливо корисний для вагітних і жінок-годувальниць, пацієнтів з переломами та інших хворих.
Приготувати цей суп дуже не просто, адже це може зайняти досить тривалий час іноді, навіть, кілька днів. Зазвичай для приготування цього супу використовують великий чавун (казан).
У класичних рецептах комгука найчастіше використовують яловичі гомілки або інші яловичі кістки. Щоб зварити смачний комгук, важливо обрати хороші кістки та правильно їх приготувати.
Для того, щоб вийшов смачний бульйон, кістки потрібно замочувати в холодній воді протягом 12–24 годин, щоб повністю видалити всю кров. Пропускати або скоротити цей процес не можна, бо це може призвести до того, що суп матиме не приємний запах. З цієї ж причини кістки слід бланшувати перед тим, як вони закиплять, після цього кістки потрібно покласти у горщик та закип'ятити. Як тільки вода закипить її варто злити (для виведення шкідливих речовин). Потім варто промити кістки та знову покласти їх в горщик і залити достатньою кількістю води. Варити потрібно 5-6 годин, доки колір бульйону не стане молочно-білим. Тоді потрібно злити бульйон, залити нову воду та варити її до білого кольору. Після того з'єднайте перший та другий суп і залиште його охолоджуватись в холодильник на 1–2 години (таким чином суп не буде надто жирним). Коли суп буде холодним, варто його знову поставити на вогонь, додати зелену цибулю, зубчики часнику і довести до кипіння на середньому вогні. Кип'ятити близько 20 хвилин, зменшити вогонь і протушити близько трьох годин. Наріжте варену яловичину і приправте соєвим соусом. Відваріть локшину і промийте в холодній воді.
Суп подають у мисках з нарізаною зеленою цибулею, сіллю і меленим чорним перцем.

## Різновиди

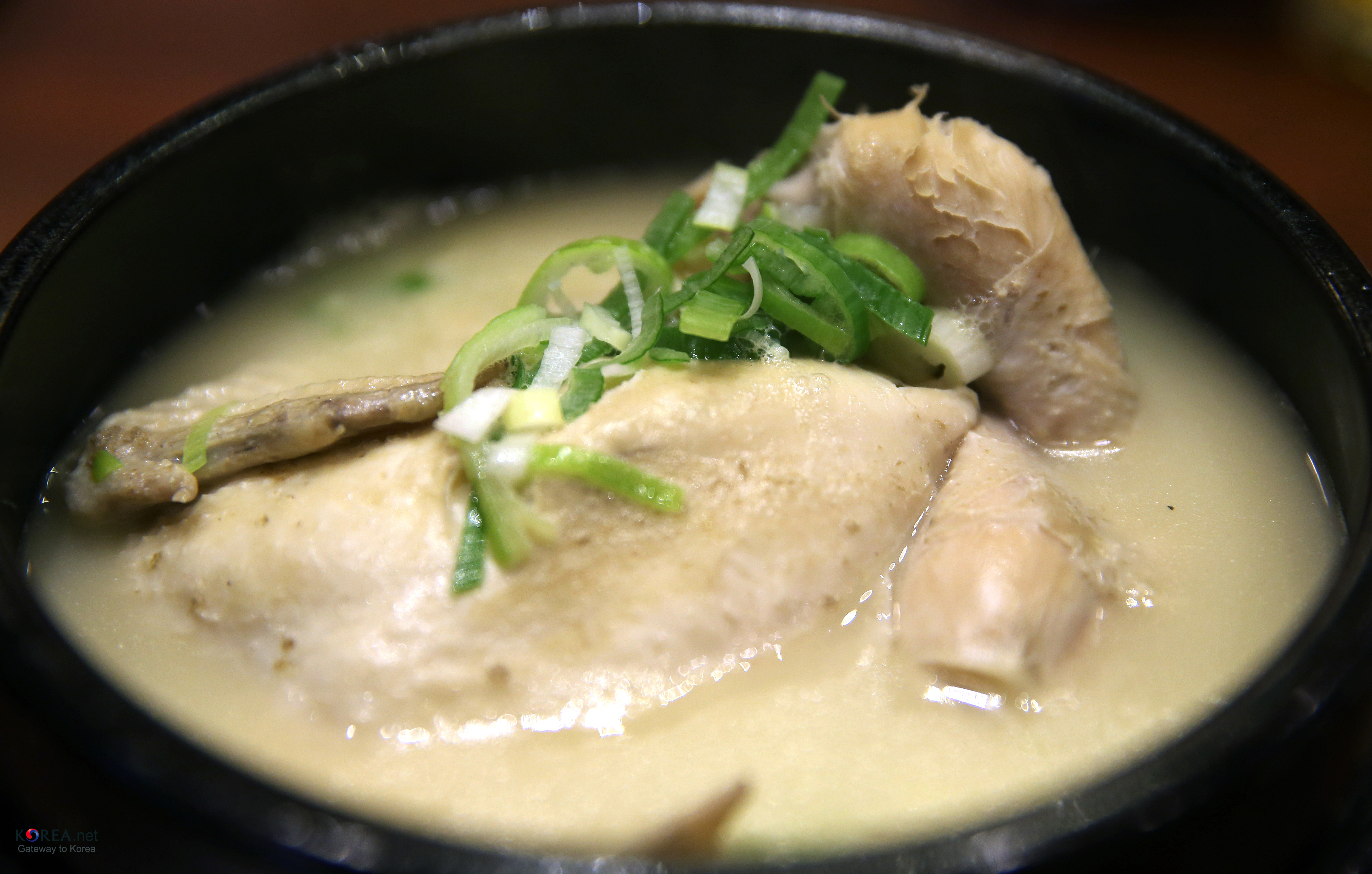

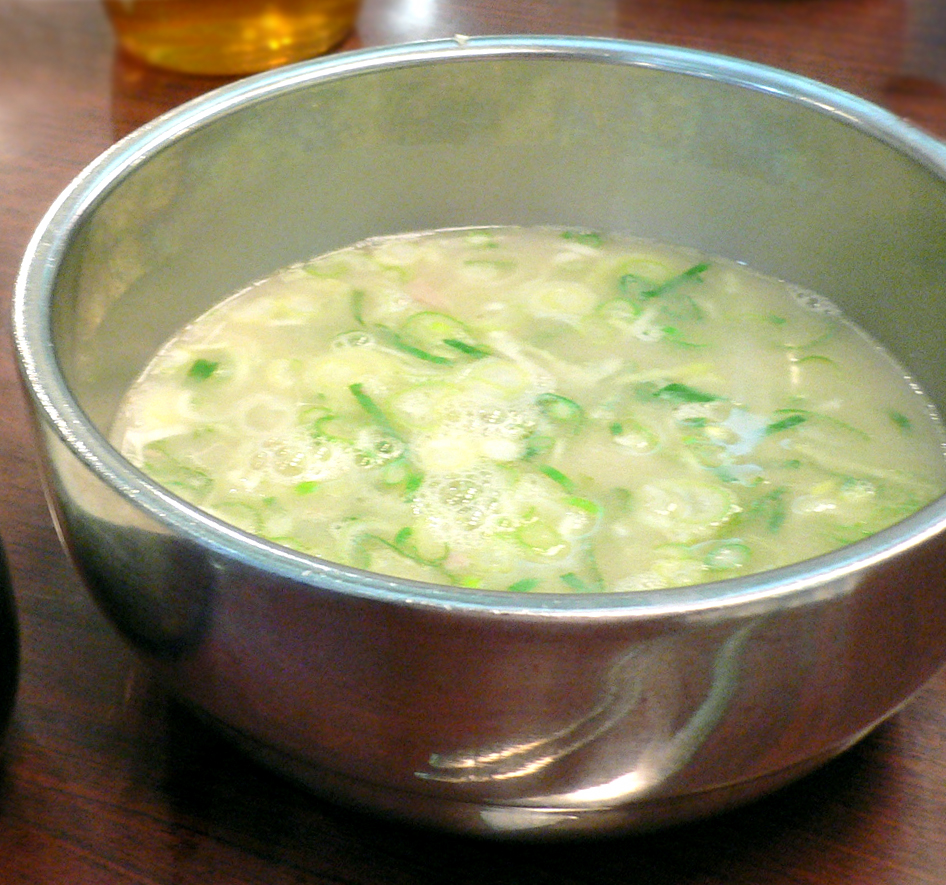
Один з різновидів страви.

### Регіональні
- Хьонпхун комтхан — походить з району Хенпхун міста Тегу. Готується з бичачого хвоста, корейки, ніг та нутрощів.
- Наджу комтхан — готують у місті Наджу. Його особливість в тому, що в бульйон додають вже приготовані компоненти: готове м'ясо з гомілки чи корейки.

### За основним інгредієнтом
- Саголь комтхан (사골곰탕) — основними інгредієнтами є свинячі кістки та ніжки.
- Ккорі комтхан (꼬리곰탕) — за основу використовують бичачий хвіст.
- Тхоран комтхан (토란곰탕) — готується з корейки та торану.
- Соллонтхан (설렁탕) — використовують бичачу ногу. Вариться понад 10 годин, допоки суп не матиме молочний колір. Зазвичай його подають з сомьоном (тонка локшина з пшеничного борошна) та шматками яловичини. В якості приправ використовують нарізану зелену цибулю та чорний перець. Замість локшини іноді готують з рисом.
- Кальбітхан (갈비탕) — зроблений з кальбі (приготовані ребра на грилі)
- Юккеджан (육개장) — кальбі з додатковою гострою приправою.
- Тоганітхан (도가니탕) — яловичий хрящ коліна — додатковий інгредієнт.
- Чхупхотхан (추포탕) — додається дрібно мелена буролистка

### Комгук без яловичини
- Камульчхі комтхан: готується на основі змієголової риби з додаванням імбиру, клейкого рису, женьшеня та зизифусу.
- Самгєтхан (삼계탕): до інгредієнтів входять: курятина, женьшень, часник, каштани.
- Камджатхан (감자탕): гострий суп з свинячого хребта, картоплі та гострим перцем.
- Чумунджін мульгомтхан (주문진 물곰탕): суп який найбільше готують в районі Чумунджіна (Каннин). До складу входить м'ясо мурени, кімчі, зеленої цибулі.